# 에드워드 세인트존 닐

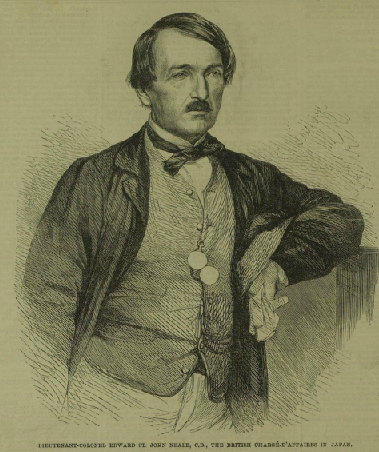
에드워드 세이트 존 닐, 1864년 일본의 영국영사관

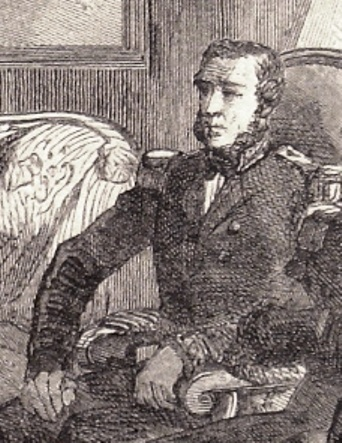
1863년 닐 대령

에드워드 세인트존 닐(Edward St. John Neale, 1812년 - 1866년 12월 11일)은 영국의 군인, 외교관이다. 나마무기 사건, 사쓰에이 전쟁 때 주일 영국 대리 공사를 맡았다.

## 생애
1832년, 영국 육군 군인으로서 포르투갈 내전에서 자유주의자 세력에 합류하여, 스코틀랜드 보병 연대에 소속되었다. 1835년에는 스페인을 돌아다녔고, 1837년에는 중령으로 승진하여 같은 해에 퇴역 외교관이 되었다. 이후 계급을 대령이라고 표기

### 일본
1841년, 터키의 알렉산드레타의 부영사로 부임했다. 1847년에는 불가리아의 바르나에 영사로 부임한 후 그리스, 보스니아에 전근했다. 1861년, 청나라 영국공사관 서기관이 되어 베이징에 부임했다.
초대 주일 영국공사인 러더퍼드 올콕이 휴가로 귀국했기 때문에, 1862년 5월 27일에 대리 공사로 일본에 부임했다. 당시 영국공사관은 제1차 도젠지 사건의 영향으로 요코하마로 이전해 있었지만, 부임 직후 즉시 공사관을 에도로 돌려보냈다. 그러나 6월 26일(분큐 2년) 공사관 경비 마쓰모토 번사 이토 군무관의 습격 사건(제2차 도젠지 사건)이 발생하고 결국은 공사관을 요코하마로 다시 옮겨갔다.
1862년 9월 14일, 사쓰마번주의 아버지였던 시마즈 히사미쓰의 호위병에 의한 영국인 살상 사건인 나마무기 사건이 발생했다. 요코하마 영사 프란시스 바이스(Francis Howard Vyse)와 요코하마 거류하던 영국인 민간인들은 보복 조치를 호소했지만, 닐은 이러한 행위를 자제시켰다. 그 후 본국과의 연계를 유지하면서 냉정하게 대처하여 에도 막부로부터 11만 파운드(나마무기 사건에 대해 10만 파운드, 제2차 도젠지 사건에 대해 1만 파운드)의 배상금을 지불하도록 하는데 성공했다.
이듬해 1863년에 발발한 사쓰에이 전쟁에서는 직접 군함에 승선하여 포격에 참여했다. 다음 해, 1864년에 러더퍼드 올콕이 공사로 귀임하자 영국으로 귀국했다.
올콕은 1864년에 발생한 시모노세키 전쟁 중반 해임 형태로 본국에 소환되었다. 닐은 다시 대리 공사 후보가 되었지만, 건강이 좋지 않고 부임하지는 못했다. 그 후, 아테네 공사관 서기관, 에콰도르 과야킬의 영사를 맡았지만, 재임 중인 1866년 12월 11일에 수도인 키토에서 질병으로 사망했다. 일본에 주재할 때부터 질병의 초기 증상이 있었다.

## 나마무기 사건
나마무기 사건 발생 직후 요코하마에 거주하던 외국인들은 요코하마에 정박 중인 영국, 프랑스, 네덜란드 군함에서 해병대를 보내 호도에 숙박하고 있는 시마즈 히사미쓰 일행을 습격할 계획을 세웠지만, 닐은 이 계획을 인정하지 않았다. 프랑스 공사 듀세누 드 벨쿠르도 사건 당일 요코하마에 도착한지 얼마되지 않은 쿠퍼 제독도 닐에 의견에 동의했기 때문에 습격 계획은 중지되었다.
12월 4일, 닐은 에도 성에 등성하여 제1차 도젠지 사건의 배상 협상을 시작했다. (나마무기 사건에 대해서는 본국의 훈령이 아직 도착하지 않았다). 제1차 도젠지 사건에 관해서 본국의 러셀 외무부 장관의 지시에 따라 1만 파운드(4만 멕시코 달러, 3만 1,100량)의 배상금을 요구했다. 막부는 이에 대한 즉답을 피했다. 닐은 이후 10일에도 체류했지만, 막부로부터 응답을 얻지 못했기 때문에 요코하마로 돌아왔다. 그 1주일 후에 막부는 3,000달러라면 지불하겠다고 답했는데, 양자의 차이가 커 합의에 이르지 못했다.
1863년 1월 28일, 외국 봉행 다케모토 마사쓰네가 닐을 방문해 고텐 산에 건설 중인 새로운 공사관의 사용 중지(이 3일 후에 방화가 있었다)를 의뢰함과 동시에 쇼군이 덴노를 설득하지 못할 경우에는 내란이 일어난 가능성이 있다는 것, 그 경우 영국이 막부를 도와줄 것인지를 물었다. 닐은 막부에 대한 정신적 지원과 가능한 모든 함대를 요코하마에 집결시키겠다고 대답했고, 실제로 쿠퍼에게 이것을 의뢰했다.
3월 4일, 나마무기 사건에 대한 12월 24일 본국에서 요구 조건이 도착했다. 내용은 막부에 대해서는 공식적인 사죄와 배상금 10만 파운드를 지불받고, 사쓰마 번에 대해서는 범인의 처형과 처자식 양육비용으로 2만 5000 파운드의 지불을 요구하라는 것이었다. 훈령은 또한 만약 막부가 이 조건을 거부하면 ‘선박의 포획이나 해상봉쇄, 또는 그 모두’를 포함한 적절하다고 생각되는 수단을 강구하라는 요구였다. 사쓰마가 거부할 경우에는 함대를 이끌고 가고시마로 가서 ‘항구 봉쇄, 포격, 증기선의 나포’ 등 최적의 수단을 취하라고 요구하고 있었다.
3월 22일, 일단 홍콩에 돌아갔던 쿠퍼가 3척의 군함을 이끌고 요코하마에 도착했다. 또한 후속함이 도착하여, 이전부터 요코하마에 정박해 있던 군함과 합쳐 12척의 대함대가 요코하마에 집결했다. 이 함대는 원래는 ‘막부에 정신적 지원’을 위한 것이었지만, 나마무기 사건 협상을 진행함에 있어서 도리어 막부에게 큰 압력이 되었다. 4월 닐은 일본어 통역관이었던 유스 덴 사장을 에도에 보내 도젠지 사건의 배상을 다시 요구했다. 더불어 나마무기 사건에 관한 요구를 막부에 전달했고, 20일간의 유예기간을 주었다. 그 때를 즈음하여 막부와 영국 사이에 전투가 시작되는 것이 아니냐는 소문이 요코하마에 돌았고, 일본인들은 공황 상태가 되어 서둘러 요코하마를 탈출했다.

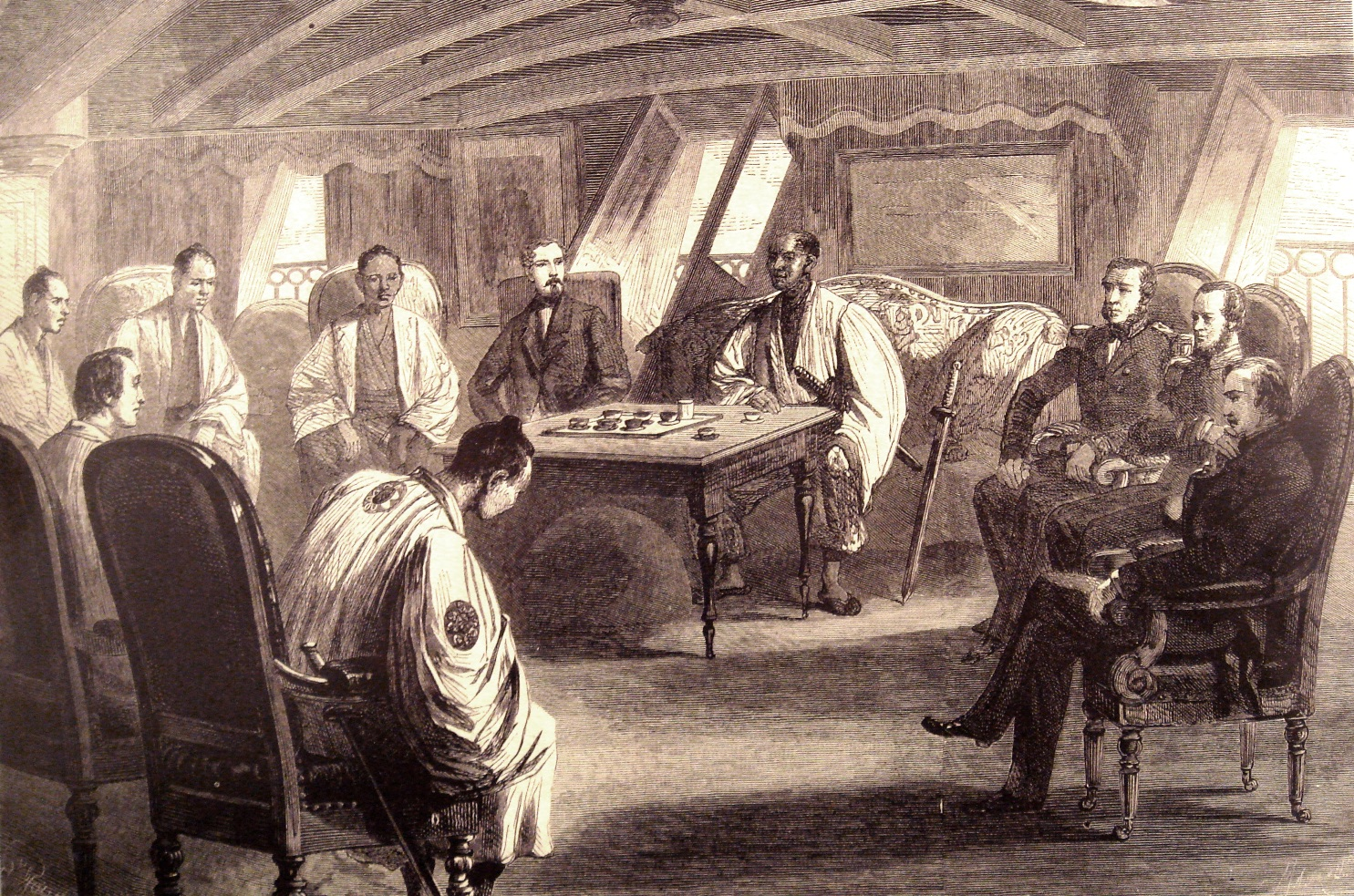
1863년 7월 2일 회담, 프랑스 군함 세미라리스에서 개최된 프-영-일 3자 회담, 르몽드(1863년 9월 26일자) 오른쪽이 존 닐, 프랑스 제독 조레스, 영국 쿠퍼 제독

그런데 쇼군 도쿠가와 이에모치 이하의 주요 막부 각료들은 교토로 갔고, 에도의 부재 중인 정부는 이런 중대한 결정을 내리지 못하고, 4월 24일과 30일에도 유예를 요구해 왔다. 닐은 15일의 유예를 인정했지만, 5월 2일 막부가 추가로 15일간의 유예를 더 요구해 왔기 때문에, 닐은 신뢰할 수 있는 고관의 파견을 요청했다. 조속히 외국 봉행 다케모토 마사쓰네와 다케모토 마사아키가 요코하마에 파견되어 5월 4일, 5일 양일간 닐, 듀세느 드 벨쿠르, 쿠퍼 제독, 프랑스 죠레스 제독이 참가한 회의가 열렸다. 프랑스가 참가한 것은 이번이 막부와 영국의 관계에 그치지 않고, 조약 체결국과의 문제라는 논리였다. 닐과 듀세누 드 벨쿠르는 여기에서 막부가 배상금을 지불하고 조약을 지키는 자세를 보일 경우 영국, 프랑스 양국은 막부를 군사적으로 지원하겠다고 제안했다. 이에 대해 다케모토 마사쓰네는 막부 배상금의 금액을 합의하고, 그 지불 방법에 관하여 의견이 있다고 말했다. 결국 교토에 있는 쇼군과 승인을 거치겠다는 이유로 5월 23일이 최종 기한이 되었다.
기한에서 이틀 늦은 5월 25일, 다케모토는 요코하마로 돌아가 군사 원조의 제안을 거절함과 동시에 조만간 배상금 지불 방법을 결정하기로 합의했다. 그런데 다케모토는 ‘병’이 들어버렸고, 대신 6월 7일에 외국 봉행 기쿠치 다카요시가 닐을 방문하여 결제 방법의 협상에 들어갔다. 다음날 배상금 총액 44만 달러(11만 파운드) 중 14만 달러를 10일 이내에 지불하고, 나머지 30만 달러는 5만 달러씩 매주 지불하기로 합의했다. 그러나 닐은 이 시점에서도 실제로 배상금을 지불하거나, 군사 조치를 취할 필요가 있을 지는 반반이라고 보고 있었다.
그 후 6월 14일에 6월 18일을 최초 지불일로 하기로 문서로 확인했다. 그런데 조금 거슬러 올라가는 6월 6일(교토의 도쿠가와 이에모치는 6월 25일을 기점으로 양이를 실행하겠다고 고메이 천황에게 약속했다. 따라서 결제 당일(18일) 아침이 되자 막부는 배상금 지급 중지를 결정하고, 노중 오가사와라 나가미치를 통해 6월 20일까지 퇴거를 하라는 뜻을 전해왔다. 당연히 닐은 분노했고, 12시간의 유예를 주었지만, 일시불로 전액 을 지급하라는 조건으로 덧붙였다. 해결을 눈앞에 두고 사태는 급전개 되었고, 결국 6월 20일, 닐은 막부에 대한 군사 행동을 쿠퍼 제독에게 맡겼다.
바로 전쟁 직전의 상태가 되었지만, 막부는 프랑스 공사 듀세느 드 벨쿠르와 미국 공사 로버트 프라인과 상담하여 오가사와라 나가미치의 독단으로 6월 24일에 배상금 44만 달러를 모두 지불했다. 이렇게 막부에 대한 배상 요구로부터 80일 동안 닐은 위기에 빠지면서도 문제를 해결하는데 성공했다.

## 참고자료
- Cranmer-Byng, J.L. (1962) The old British Legation at Peking, 1860-1959
- Polak, Christian. (2001). Soie et lumières: L'âge d'or des échanges franco-japonais (des origines aux années 1950). Tokyo: Chambre de Commerce et d'Industrie Française du Japon, Hachette Fujin Gahōsha (アシェット婦人画報社).
- __________. (2002). 絹と光: 知られざる日仏交流100年の歴史 (江戶時代-1950年代) Kinu to hikariō: shirarezaru Nichi-Futsu kōryū 100-nen no rekishi (Edo jidai-1950-nendai). Tokyo: Ashetto Fujin Gahōsha, 2002. ISBN 978-4-573-06210-8; OCLC 50875162
- Rennie, David Field, The British Arms in North China and Japan, Originally published 1864. Facsimile by Adamant Media Corporation (2005), ISBN 1-4021-8184-1
- Sir Ernest Satow (1921), A Diplomat in Japan, Stone Bridge Classics, ISBN 978-1-933330-16-7
- Denney, John. Respect and Consideration: Britain in Japan 1853 - 1868 and beyond. Radiance Press (2011). ISBN 978-0-9568798-0-6